# DeAndre Hopkins
Pour les articles homonymes, voir Hopkins.
(en) Statistiques sur pro-football-reference
DeAndre Rashaun Hopkins, né le 6 juin 1992 à Central, est un sportif professionnel américain de football américain jouant au poste de wide receiver dans la National Football League (NFL) depuis la saison 2013 et pour les Ravens de Baltimore dès 2025.
Il a joué au niveau universitaire durant trois saisons dans la NCAA Division I FBS et sa conférence ACC pour les Tigers de l'université de Clemson où il bat de nombreux records.
Sélectionné en 27e choix global lors du premier tour de la draft 2013 par la franchise des Texans de Houston, il connaît rapidement du succès au niveau professionnel et devient un des meilleurs receveurs de la ligue. Après sept saisons à Houston (2013 à 2019), il rejoint chronologiquement les Cardinals de l'Arizona (2020-2023), les Titans du Tennessee (2023-2024), les Chiefs de Kansas City (2024) et les Ravens de Baltimore dès 2025.

## Biographie

### Jeunesse
DeAndre Hopkins naît en 1992. Sa jeunesse est marquée par plusieurs tragédies. Il n'a que cinq mois lorsque son père Harris Steve Hopkins, trafiquant de drogue tout juste sorti de prison sous caution, risquant cent ans d'emprisonnement, meurt dans un accident de la route. Son oncle Terry Smith, qui a joué deux saisons en National Football League entre 1994 et 1996, meurt tragiquement des balles de la police en juillet 1997. Cinq ans plus tard, sa mère, Sabrina Greenlee, qui a refait sa vie, trouve son compagnon avec une autre femme. Cette dernière lui lance au visage un mélange de lessive et de javel qu'elle a bouilli, la blessant gravement et lui faisant perdre la vue,.
DeAndre Hopkins grandit dans une petite ville de Caroline du Sud. Il est surnommé Nuk, pour son penchant pour le chewing-gum et son caractère introverti. Sa mère travaille dans une usine automobile le jour et comme danseuse la nuit. DeAndre passe une grande partie de la jeunesse dans la rue et y joue au football américain. Il a huit ans lorsqu'il joue dans une ligue de jeunes. Après des débuts comme linebacker, il change rapidement de poste pour wide receiver où il excelle. L'agression de sa mère alors qu'il n'a que dix ans l’apeure et le choque. Alors qu'elle doit réapprendre à vivre, doit changer de métier, garde des enfants et vend de la drogue pour faire vivre sa famille, DeAndre Hopkins quitte le foyer régulièrement pour s'échapper et trouver un climat apaisé, multipliant les courses.

### Carrière universitaire
Lycéen recruté par de nombreuses universités, Hopkins choisir de rester chez lui et opte pour les Tigers de Clemson. Après deux saisons universitaires sérieuses, il se révèle dans sa troisième année avec les Tigers, réceptionnant pour 1 405 yards et 18 touchdowns dans la saison. Si certains recruteurs doutent de sa vitesse, l'opportunité de devenir joueur de football américain professionnel s'offre à lui.

### Carrière professionnelle

#### Draft
Hopkin décide de se présenter à la draft 2013 de la NFL. Entouré par sa famille et ses amis dans un restaurant de sa ville natale, il reçoit l'appel des Texans de Houston qui le sélectionnent en 27e choix global lors du premier tour de la draft,.

#### Texans de Houston
À la sortie de son contrat de débutant dans la ligue, Hopkins est devenu une vedette des Texans. Lors de la saison 2015, il réussit à accumuler 111 réceptions et 1 521 yards de gain en réception de passe alors que l'attaque connait une forte instabilité avec pas moins de quatre quarterbacks dans la saison,. Hopkins s'illustre notamment par une performance remarquable à 148 yards et deux touchdowns contre les Jaguars de Jacksonville ou encore un touchdown sur une réception à une main contre les Bengals de Cincinnati. Le joueur ne se présente pas au premier jour du camp d'entraînement de la saison 2016 et demande un nouveau contrat au niveau de son talent. Hopkins n'insiste cependant pas et retrouve le terrain d'entraînement dès le lendemain bien que le club n'est pas souhaité entamé les négociations avec lui.

#### Cardinals de l'Arizona
Le 16 mars 2020, les Texans échangent Hopkins et un choix de quatrième tour avec les Cardinals de l'Arizona contre David Johnson et des choix de deuxième tour et quatrième tours de la draft 2020.
Après 3 saisons chez les Cardinals de l'Arizona, il est libéré de son contrat le 26 mai 2023.

#### Titans du Tennessee
Hopkins signe un contrat de deux ans avec les Titans du Tennessee le 24 juillet 2023.

#### Chiefs de Kansas City
Le 24 octobre 2024, les Titans du Tennessee échangent Hopkins aux Chiefs de Kansas City contre un choix de cinquième tour de la draft 2025.

#### Ravens de Baltimore
Le 13 mars 2025, Hopkins signe un contrat d'un an avec les Ravens de Baltimore pour un montant de 5 millions de dollars. 

## Statistiques
| Année      | Équipe                 | MJ  |                | Passes réceptionnées | Passes réceptionnées | Passes réceptionnées | Passes réceptionnées |                | Courses        | Courses        | Courses | Courses |  | Fumbles | Fumbles |
| Année      | Équipe                 | MJ  | Nb.            | Yards                | Moy.                 | TD                   | Nb.                  | Yards          | Moy.           | TD             | Nb.     | Perdus  |  |         |         |
| 2013       | Texans de Houston      | 16  | 052            | 0 802                | 15,4                 | 2                    | 0                    | 0              | 0,0            | 0              | 1       | 1       |  |         |         |
| 2014       | Texans de Houston      | 16  | 076            | 1 210                | 15,9                 | 06                   | 0                    | 0              | 0,0            | 0              | 2       | 1       |  |         |         |
| 2015       | Texans de Houston      | 16  | 111            | 1 521                | 13,7                 | 11                   | 0                    | 0              | 0,0            | 0              | 1       | 0       |  |         |         |
| 2016       | Texans de Houston      | 16  | 078            | 0 954                | 12,2                 | 04                   | 0                    | 0              | 0,0            | 0              | 0       | 0       |  |         |         |
| 2017       | Texans de Houston      | 15  | 096            | 1 378                | 14,4                 | 13                   | 0                    | 0              | 0,0            | 0              | 1       | 1       |  |         |         |
| 2018       | Texans de Houston      | 16  | 115            | 1 572                | 13,7                 | 11                   | 1                    | -7             | -7,0           | 0              | 2       | 2       |  |         |         |
| 2019       | Texans de Houston      | 15  | 104            | 1 165                | 11,2                 | 07                   | 2                    | 18             | 9,0            | 0              | 0       | 0       |  |         |         |
| 2020       | Cardinals de l'Arizona | 16  | 115            | 1 407                | 12,2                 | 06                   | 1                    | 1              | 1,0            | 0              | 3       | 2       |  |         |         |
| 2021       | Cardinals de l'Arizona | 10  | 042            | 0 572                | 13,6                 | 08                   | 0                    | 0              | 0,0            | 0              | 0       | 0       |  |         |         |
| 2022       | Cardinals de l'Arizona | 09  | 064            | 0717                 | 11,2                 | 03                   | 0                    | 0              | 0,0            | 0              | 2       | 1       |  |         |         |
| 2023       | Titans du Tennessee    | 17  | 075            | 1 057                | 14,1                 | 07                   | 2                    | 9              | 4,5            | 0              | 0       | 0       |  |         |         |
| 2024       | Titans du Tennessee    | 06  | 015            | 0 173                | 11,5                 | 01                   | 0                    | 0              | 0,0            | 0              | 0       | 0       |  |         |         |
| 2024       | Chiefs de Kansas City  | 10  | 041            | 0 437                | 10,7                 | 04                   | 0                    | 0              | 0,0            | 0              | 0       | 0       |  |         |         |
| 2025       | Ravens de Baltimore    | ?   | Saison à venir | Saison à venir       | Saison à venir       | Saison à venir       | Saison à venir       | Saison à venir | Saison à venir | Saison à venir | ?       | ?       |  |         |         |
| Totaux NFL | Totaux NFL             | 178 | 984            | 12 965               | 13,2                 | 83                   | 6                    | 21             | 3,5            | 0              | 13      | 8       |  |         |         |

| Année      | Équipe                 | MJ |                      | Passes réceptionnées | Passes réceptionnées | Passes réceptionnées | Passes réceptionnées |                      | Courses              | Courses              | Courses | Courses |  | Fumbles | Fumbles |
| Année      | Équipe                 | MJ | Nb.                  | Yards                | Moy.                 | TD                   | Nb.                  | Yards                | Moy.                 | TD                   | Nb.     | Perdus  |  |         |         |
| 2015       | Texans de Houston \|   | 1  | 06                   | 069                  | 11,5                 | 0                    | 0                    | 0                    | 0,0                  | 0                    | 0       | 0       |  |         |         |
| 2016       |                        | 2  | 11                   | 132                  | 12,0                 | 1                    | 0                    | 0                    | 0,0                  | 0                    | 0       | 0       |  |         |         |
| 2018       |                        | 1  | 05                   | 037                  | 7,4                  | 0                    | 0                    | 0                    | 0,0                  | 0                    | 0       | 0       |  |         |         |
| 2019       |                        | 2  | 15                   | 208                  | 13,9                 | 0                    | 0                    | 0                    | 0,0                  | 0                    | 2       | 1       |  |         |         |
| 2021       | Cardinals de l'Arizona | -  | Blessé, n'a pas joué | Blessé, n'a pas joué | Blessé, n'a pas joué | Blessé, n'a pas joué | Blessé, n'a pas joué | Blessé, n'a pas joué | Blessé, n'a pas joué | Blessé, n'a pas joué | -       | -       |  |         |         |
| 2024       | Chiefs de Kansas City  | 3  | 03                   | 029                  | 9,7                  | 1                    | 0                    | 0                    | 0,0                  | 0                    | 0       | 0       |  |         |         |
| Totaux NFL | Totaux NFL             | 9  | 40                   | 475                  | 11,9                 | 2                    | 0                    | 0                    | 0,0                  | 0                    | 2       | 1       |  |         |         |